# ویلیام هیوم راتری
ویلیام هیوم-روتری (۱۵ مه ۱۸۹۹–۲۷ سپتامبر ۱۹۶۸)، عضو والای امپراتوری بریتانیا، عضو انجمن سلطنتی بریتانیا، متالورژیست و دانشمند مواد انگلیسی که ساختار آلیاژها را مطالعه کرد.

## خانواده، زندگی در کودکی و تحصیلات
ویلیام هیوم-روتری که نام هیفنات(hyphenated surname) شدهٔ او نشان دهنده نسب فوری اوست، در پارک ورسستر ساری به دنیا آمد. پدر وی جوزف هیوم-روتری وکیل بود. پدربزرگ او، ویلیام روتری، یک روحانی با دیدگاه‌های پیشرفته بود. مادربزرگ مبارز و شیفتهٔ شعر او، مری هیوم-روتری، دختر جوزف هیوم، پزشک اسکاتلندی و عضو رادیکال پارلمان بود. جوزف یکی از بنیانگذاران کالج دانشگاهی لندن بود و نگرانی توسعه موزه بریتانیا را داشت. وی یکی از حرکت کنندگان لایحه اصلاحات سال ۱۸۳۲ بود و شواهدی وجود دارد که نشان می‌دهد او در حوزه اقتصاد هم فعالیت کرده است. جوزف در سال ۱۸۵۵ درگذشت.
ویلیام و همسرش که نام هیوم-راتری را به خود گرفته بودند، مدتی در شمال انگلستان زندگی کردند اما در نهایت در حدود زمان استعفای ویلیام از وزارت، به سمت جنوب به چلتنهام نقل مکان کردند. پسر آنها جوزف هیوم-راتری (پدر ویلیام هیوم-راتری متالورژیست) در سال ۱۸۶۶ به دنیا آمد و تا زمان ازدواجش با الن ماریا کارتر در چلتنهام زندگی می‌کرد. جوزف (پدر ویلیام هیوم-راتری) هرگز به مدرسه نرفت و توسط اساتید خصوصی تحصیل کرده بود. این ادای احترام به او و خانوادهٔ او بود که افتخار درجه یک فیزیک سال ۱۸۸۶ دانشگاه لندن به او تعلق گرفت. سپس محقق کالج ترینیتی لندن شد و در سال ۱۸۹۰ رتبه ۱۶ ورنگلر را کسب کرد. بعد از آن در رشته حقوق تحصیل خود را ادامه داد و در سال ۱۸۹۳ به بار فراخوانده شد.
در ادامه جوزف و همسرش به ورسستر پارک ساری نقل مکان کردند و در اینجا بود که ویلیام هیوم-راتری به دنیا آمد. پدر وی، جوزف، با پیدا کردن کارش به عنوان وکیل ثبت اختراع، به چلتنهام بازگشتند و ویلیام بیشتر دوران کودکی و جوانی‌اش را در آنجا با خواهرانش گذراند.
ویلیام از ۱۹۰۳ تا ۱۹۱۲ در مدرسه سافک در چلتنهام شرکت کرد. او بورس تحصیلی کالج چلتنهام را به دست آورد و در سال‌های ۱۹۱۲ تا ۱۹۱۶ در همان کالج تحصیل کرد. در همین حال او می‌بایست تصمیم خود را برای ادامه حرفهٔ خود در حوزه نظامی می‌گرفت. درنهایت او در حوزه نظامی و مهندسی شروع به فعالیت کرد و در حوزه خود، عنوان بهترین را کسب کرد. او در حین فعالیت‌های خود در سال ۱۹۱۶ تحت تأثیر دو استاد خود، جی. دبلیو. مرکر و سرپرست بخش نظامی-مهندسی، جورج وارد، قرار گرفت. در سال ۱۹۱۷ او به دلیل عفونت ویروسی کاملاً ناشنوا شد. با این وجود، او وارد کالج مگدالن آکسفورد شد و مدرک کارشناسی ارشد و درجه یک افتخار در شیمی را به دست آورد. او همچنین در مدرسه سلطنتی معادن تحصیل کرد و دکترای متالورژی خود را زیر نظر هارولد کارپنتر به دست آورد.
در نهایت بیشتر عمر خود در حوضه کارهای دانشگاهی را در دانشگاه آکسفورد گذراند و در سال ۱۹۳۸ به درجه استادی رسید.

## حرفه
در طول جنگ جهانی دوم، او بر قراردادهای دولتی متعددی برای کار بر روی آلیاژهای آلومینیوم و منیزیم نظارت داشت.
پس از جنگ او به آکسفورد بازگشت " برای انجام تحقیقات در مورد ترکیبات بین فلزی و مسائل در سرزمین مرزی متالوگرافی و شیمی " و تا پایان عمر کاری خود در آنجا ماند. در سال ۱۹۳۸ به عنوان استاد شیمی متالورژی منصوب شد. او در تحقیقات خود به این نتیجه رسید که ریزساختار یک آلیاژ به اندازه اتم‌های اجزاء تشکیل دهنده و همچنین غلظت الکترون ظرفیت و تفاوت‌های الکتروشیمیایی بستگی دارد. این منجر به تعریف قوانین هیوم-روتری شد.

قوانین هیوم-راتری قوانین اساسی است که شرایط انحلال یک عنصر در عنصری فلزی و تشکیل یک محلول فلزی را توضیح می‌دهد که به دو حالت محلول‌های جامد جایگزینی و محلول‌های جامد بینابینی می‌پردازد. 
این قوانین به شرح زیر است:

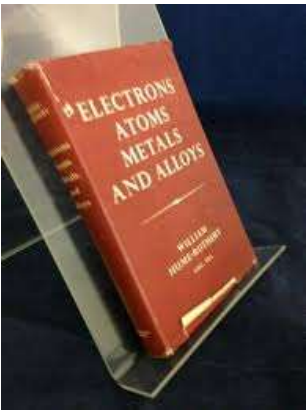
Electrons, Atoms, Metals, and Alloys

۱) اختلاف شعاع اتمی حلال و حل‌شونده نباید بیشتر از ۱۵٪ باشد.
1. مقدار الکترونگاتیوی نزدیک به هم داشته باشند.
2. ساختار کریستالی یکسان در حالت خالص
3. تعداد الکترون‌های لایهٔ آخر برابر (عامل والانسی)

کتاب «الکترون‌ها، اتم‌ها، فلزها و آلیاژها» اثری است از این متالورژیست که در آن این قوانین شرح داده شده‌اند.
قوانین ویلیام هیوم-راتری بر مبنای قواعد آماری، فازهای میان‌فلزی را سازماندهی کرده است که آنرا فازهای هیوم-راتری می‌خوانند.
در دهه ۱۹۵۰ او دپارتمان متالورژی (که اکنون دپارتمان مواد است) را در دانشگاه آکسفورد تأسیس کرد و یکی از اعضای سنت ادموند هال در آکسفورد بود. او همچنین در تأسیس مجله فلزات کمتر رایج، که از یک سمپوزیوم بین‌المللی در مورد فلزات و آلیاژهای بالای ۱۲۰۰ درجه سانتیگراد که در ۱۷–۱۸ سپتامبر ۱۹۵۸ در دانشگاه آکسفورد توسعه یافته، مشارکت داشت. مقالات ارائه شده در سمپوزیوم «مطالعه فلزات و آلیاژهای بالای ۱۲۰۰ درجه سانتیگراد» به عنوان جلد ۱ مجله فلزات کمتر رایج منتشر شد.
مطالعات او بیشتر بر آلیاژهای آهن، نقره و مس متمرکز بود.
او عضو انجمن فیلاتلیس آکسفورد بود.

## جایزه ویلیام هیوم-روتری
جایزه ویلیام هیوم-روتری از سال ۱۹۷۴ هر ساله توسط انجمن مواد معدنی، فلزات و مواد بریتانیا به کسی که خود را در زمینه علوم مواد متمایز کرده است، اعطا می‌شود.

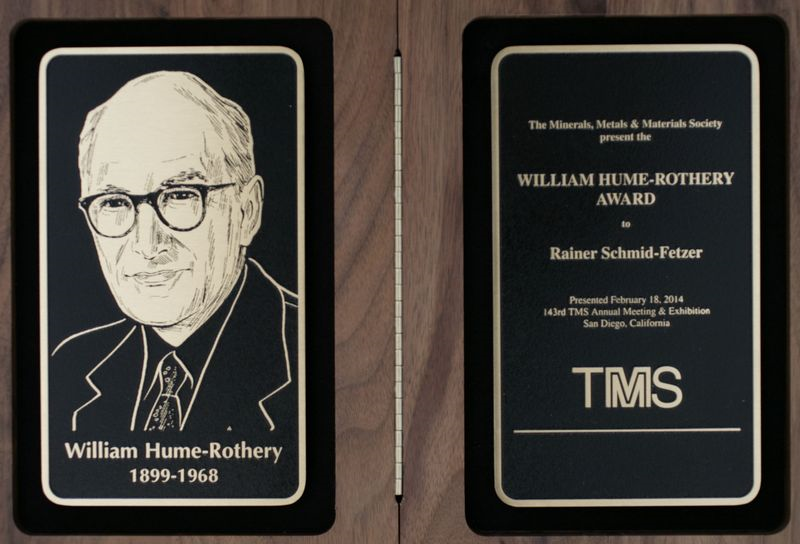
جایزه ویلیام هیوم راتری

این جایزه به نام پیشگام بزرگ در علم آلیاژها، ویلیام هیوم-راتری اهدا می‌شود و از پلاکی که تصویر و نام ویلیام هیوم-راتری و نماد تی ام اس بر روی آن حک شده، تشکیل می‌شود.

## افتخارات و جوایز
- هیوم-روتری در می ۱۹۳۷ به عضویت انجمن سلطنتی بریتانیا انتخاب شد.[۹]
- در سال ۱۹۴۹ مدال فرانسیس جی کلامر را دریافت کرد.

## زندگی شخصی و دوران بازنشستگی
او در سال ۱۹۳۱ با الیزابت فیا ازدواج کرد. در سال ۱۹۳۴ صاحب یک دختر به نام جنیفر شدند. او در سال ۱۹۶۶ بازنشسته شد و در سال ۱۹۶۸ درگذشت.